# 102 Miriam
102 Miriam eller 1944 FC är en asteroid upptäckt 22 augusti 1868 av astronomen C. H. F. Peters i Clinton, New York. Asteroiden har fått sitt namn efter Mirjam, Mose syster i Bibeln.